# Чутовский район
Чу́товский райо́н (укр. Чутівський район) — упразднённая административная единица на востоке Полтавской области Украины. Административный центр — пгт Чутово.

## География
Чутовский район находился на востоке Полтавской области Украины.
С ним соседствуют
Карловский,
Машевский,
Полтавский,
Котелевский районы Полтавской области и
Краснокутский,
Коломакский,
Валковский,
Красноградский район Харьковской области.
Площадь — 900 км².
Административный центр — пгт Чутово.
Через район протекают реки
Коломак,
Орчик,
Ковалевка,
Свинковка,
Чутовка.

## История
- Район образован 7 марта 1923 года.
- Весной 1923 года был создан Чутовский район, вошедший в 1932 году в Харьковскую область.[4] С 1931 года выходит районная газета «Сельские новости[укр.]».
- 17 июля 2020 года в результате административно-территориальной реформы район был ликвидирован; его территория вошла в состав Полтавского района[3].

## Демография
Население района составляет 22 212 человек (2019),
в том числе городское — 9 363 человека,
сельское — 12 849 человек.

## Административное устройство
Район включает в себя:
| - Поселковых советов: 2 - Сельских советов: 13 | - Посёлков городского типа: 2 - Сёл: 49 |

### Местные советы[7]
| - Чутовский поселковый совет - Василевский сельский совет - Войновский сельский совет - Вольницкий сельский совет - Гряковский сельский совет - Зеленовский сельский совет - Искровский сельский совет - Новокочубеевский сельский совет | - Ольховатский сельский совет - Скибовский сельский совет - Скороходовский поселковый совет - Таверовский сельский совет - Филенковский сельский совет - Чапаевский сельский совет - Черняковский сельский совет |

### Населённые пункты[8]
| с. Березовое с. Василевка с. Верхние Ровни с. Виноминовка с. Водяное с. Войновка с. Вольница с. Гряково с. Дондасовка с. Зеленковка с. Искровка с. Казачье с. Кантемировка | с. Кохановка с. Кочубеевка с. Левенцовка с. Лисичья с. Лозоватка с. Лысовщина с. Майоровка с. Нижние Ровни с. Никоноровка с. Новая Кочубеевка с. Новое Гряково с. Новофёдоровка с. Ольховатка | с. Охочее с. Павловка с. Первозвановка с. Першотравневое с. Петровка с. Подгорное с. Распашное с. Рябковка с. Скибовка пгт Скороходово с. Смородщина с. Стенка с. Степановка | с. Степовое с. Сторожевое с. Счастливое с. Таверовка с. Тойбик с. Трудолюбовка с. Филенково с. Флоровка с. Черняковка пгт Чутово с. Шевченковка с. Юнаки |

#### Ликвидированные населённые пункты[9]
| с. Александровка с. Байрак с. Бедратовое с. Березовка с. Буты с. Воеводское с. Глобовка | с. Гончары с. Гребенники с. Грины с. Егоровка с. Жовтневое хут. Жовтневое с. Копитановка | с. Мартыновка с. Михайлики с. Новая Ольховатка с. Новая Украинка с. Новосёловка с. Партизанское Посёлок племсовхоза «Чутово» | Посёлок совхоза имени Димитрова с. Степовое с. Халимоновка с. Хозары с. Червоная Поляна с. Черничаны с. Черняковое |

Относился к избирательному округу № 149.